# Журба (село)
Журба (колишня назва — Решів) — колишнє село в Україні, яке існувало в Овруцькому районі Житомирської області, за 32 км на схід від райцентру.

## Історія
Було засноване у 1-й половині XIX століття.
У 1906 році в селі мешкало 216 осіб, налічувалось 32 дворових господарства.
17 листопада 1921 р. під час Листопадового рейду через Журбу, повертаючись із походу, проходили залишки Волинської групи (командувач — Юрій Тютюнник) Армії Української Народної Республіки. Тут відбувся 3-годинний відпочинок, під час якого із залишків Волинської групи було утворено кінний дивізіон.
У 1972 р. у селі було 72 двори, де мешкало 217 осіб, було центром сільської ради. Населення в 1981 році — 170 осіб. Діяли школа, клуб, бібліотека, фельдшерсько-акушерський пункт, відділення зв'язку.
Згодом село підпорядковувалось Переїздівській сільській раді. Село Журба було виселене через радіоактивне забруднення внаслідок аварії на ЧАЕС та зняте з обліку 14 листопада 1991 року Житомирською обласною радою.
У селі була дерев'яна церква Св. Пантелеймона, споруджена у 1900-х рр.
Частина території села згоріла під час лісових пожеж у 2020 році.

## Галерея

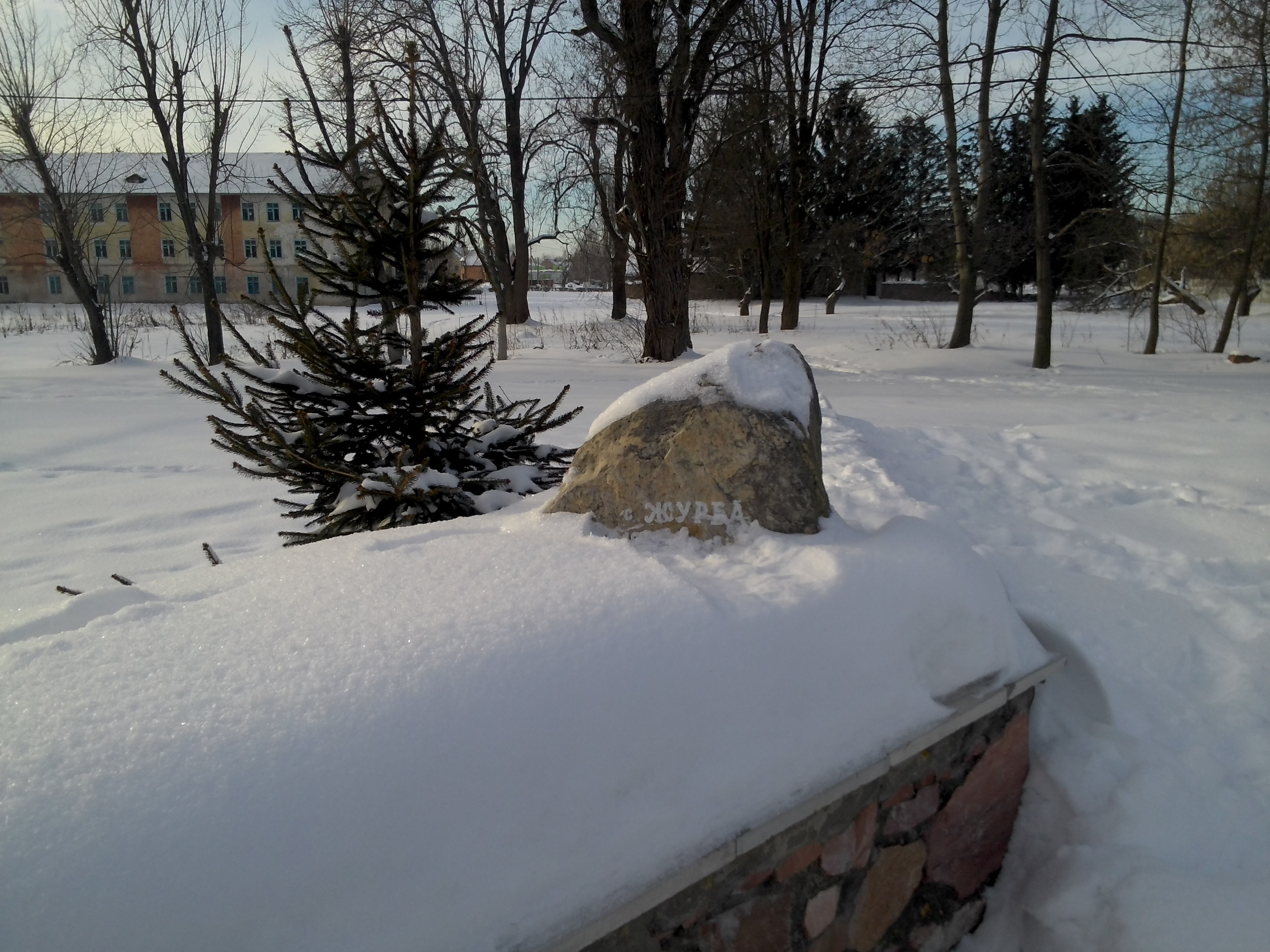
Камінь з назвою села у Овручі (монумент жертвам Чорнобильської трагедії та пам'яті відселеним селам району)

.